# Frauen-Bundesliga 2015-2016
La Frauen-Bundesliga 2015-2016 è stata la 26ª edizione della massima divisione del campionato tedesco femminile di calcio. Il campionato è iniziato il 28 agosto 2015 e si è concluso il 16 maggio 2016. Il Bayern Monaco ha vinto il campionato per il secondo anno consecutivo. Capocannoniere del torneo è stata Mandy Islacker, calciatrice dell'1. FFC Francoforte, con 17 reti realizzate.

## Stagione

### Novità
Dalla Frauen-Bundesliga 2014-2015 sono stati retrocessi in 2. Frauen-Bundesliga il Duisburg e l'Herforder, mentre dalla 2. Frauen-Bundesliga sono stati promossi il Werder Brema e il Colonia.

### Formula
Le 12 squadre si affrontano in un girone all'italiana con partite di andata e ritorno, per un totale di 22 giornate. La squadra prima classificata è campione di Germania, mentre le ultime due classificate retrocedono in 2. Frauen-Bundesliga. Le prime due classificate sono ammesse alla UEFA Women's Champions League.

## Squadre partecipanti
| Club               | Stagione | Città                 | Stadio                   | Stagione 2014-2015                    |
| ------------------ | -------- | --------------------- | ------------------------ | ------------------------------------- |
| 1. FFC Francoforte | dettagli | Francoforte sul Meno  | Stadion am Brentanobad   | 3º posto in Frauen-Bundesliga         |
| Bayer Leverkusen   | dettagli | Leverkusen            | Ulrich-Haberland-Stadion | 9º posto in Frauen-Bundesliga         |
| Bayern Monaco      | dettagli | Monaco di Baviera     | Grünwalder Stadion       | Campione di Germania                  |
| Colonia            | dettagli | Colonia               | Südstadion               | 1º posto in 2. Frauen-Bundesliga Sud  |
| Friburgo           | dettagli | Friburgo in Brisgovia | Möslestadion             | 7º posto in Frauen-Bundesliga         |
| Hoffenheim         | dettagli | Hoffenheim            | Dietmar-Hopp-Stadion     | 6º posto in Frauen-Bundesliga         |
| Jena               | dettagli | Jena                  | Ernst-Abbe-Sportfeld     | 8º posto in Frauen-Bundesliga         |
| Sand               | dettagli | Willstätt             | Kühnmattstadion          | 10º posto in Frauen-Bundesliga        |
| SGS Essen          | dettagli | Essen                 | Stadion Essen            | 5º posto in Frauen-Bundesliga         |
| Turbine Potsdam    | dettagli | Potsdam               | Karl-Liebknecht-Stadion  | 4º posto in Frauen-Bundesliga         |
| Werder Brema       | dettagli | Brema                 | Weserstadion Platz 11    | 2º posto in 2. Frauen-Bundesliga Nord |
| Wolfsburg          | dettagli | Wolfsburg             | AOK Stadion              | 2º posto in Frauen-Bundesliga         |

## Classifica finale
Fonte: sito ufficiale
|  | Pos. | Squadra            | Pt | G  | V  | N | P  | GF | GS | DR  |
|  | ---- | ------------------ | -- | -- | -- | - | -- | -- | -- | --- |
|  | 1.   | Bayern Monaco      | 57 | 22 | 18 | 3 | 1  | 47 | 8  | +39 |
|  | 2.   | Wolfsburg          | 47 | 22 | 15 | 2 | 5  | 56 | 22 | +34 |
|  | 3.   | 1. FFC Francoforte | 46 | 22 | 15 | 1 | 6  | 49 | 25 | +24 |
|  | 4.   | Friburgo           | 32 | 22 | 9  | 5 | 8  | 38 | 24 | +14 |
|  | 5.   | SGS Essen          | 32 | 22 | 10 | 2 | 10 | 39 | 37 | +2  |
|  | 6.   | Jena               | 31 | 22 | 9  | 4 | 9  | 30 | 45 | -15 |
|  | 7.   | Turbine Potsdam    | 30 | 22 | 9  | 3 | 10 | 42 | 28 | +14 |
|  | 8.   | Hoffenheim         | 28 | 22 | 8  | 4 | 10 | 33 | 33 | 0   |
|  | 9.   | Sand               | 28 | 22 | 8  | 4 | 10 | 29 | 30 | -1  |
|  | 10.  | Bayer Leverkusen   | 21 | 22 | 6  | 3 | 13 | 21 | 56 | -35 |
|  | 11.  | Werder Brema       | 13 | 22 | 3  | 4 | 15 | 17 | 53 | -36 |
|  | 12.  | Colonia            | 12 | 22 | 3  | 3 | 16 | 20 | 60 | -40 |

Legenda:
      Campione di Germania e ammessa alla UEFA Women's Champions League 2016-2017
      Ammessa alla UEFA Women's Champions League 2016-2017
      Retrocesse in 2. Frauen-Bundesliga
Note:
Tre punti a vittoria, uno a pareggio, zero a sconfitta.

## Risultati

### Tabellone
|                    | Fra  | BaL  | BaM  | Col  | Fri  | Hof  | Jen  | San  | SGS  | Tur  | Wer  | Wol  |
| ------------------ | ---- | ---- | ---- | ---- | ---- | ---- | ---- | ---- | ---- | ---- | ---- | ---- |
| 1. FFC Francoforte | –––– | 4-0  | 0-1  | 4-0  | 0-2  | 4-1  | 5-1  | 2-0  | 2-0  | 1-0  | 3-0  | 0-2  |
| Bayer Leverkusen   | 0-4  | –––– | 0-5  | 2-0  | 1-3  | 2-1  | 0-0  | 0-0  | 4-5  | 1-0  | 4-1  | 0-2  |
| Bayern Monaco      | 0-1  | 5-0  | –––– | 1-0  | 1-0  | 1-1  | 5-1  | 2-0  | 2-1  | 3-1  | 2-0  | 1-0  |
| Colonia            | 0-2  | 1-2  | 0-2  | –––– | 0-1  | 1-1  | 2-1  | 1-5  | 0-3  | 3-2  | 2-2  | 0-3  |
| Friburgo           | 4-0  | 6-1  | 0-3  | 6-1  | –––– | 0-0  | 1-2  | 4-1  | 1-2  | 2-0  | 2-2  | 0-2  |
| Hoffenheim         | 0-1  | 3-1  | 1-3  | 4-0  | 2-0  | –––– | 1-1  | 2-3  | 4-0  | 0-3  | 2-0  | 0-4  |
| Jena               | 4-5  | 3-1  | 1-1  | 0-2  | 1-1  | 3-1  | –––– | 1-0  | 1-4  | 3-0  | 1-0  | 0-8  |
| Sand               | 0-3  | 4-0  | 0-3  | 1-1  | 0-0  | 0-2  | 2-1  | –––– | 4-1  | 1-1  | 3-0  | 2-4  |
| SGS Essen          | 3-2  | 0-1  | 0-1  | 3-2  | 0-3  | 1-2  | 4-0  | 1-0  | –––– | 1-1  | 3-0  | 1-3  |
| Turbine Potsdam    | 3-4  | 6-0  | 0-2  | 4-0  | 2-0  | 2-1  | 0-1  | 0-2  | 0-0  | –––– | 4-0  | 4-0  |
| Werder Brema       | 1-1  | 1-1  | 0-2  | 6-2  | 1-0  | 0-4  | 1-2  | 1-0  | 0-6  | 1-4  | –––– | 0-3  |
| Wolfsburg          | 3-1  | 2-0  | 1-1  | 5-2  | 2-2  | 3-0  | 1-2  | 0-1  | 4-0  | 2-5  | 2-0  | –––– |

## Statistiche

### Classifica marcatrici
Fonte: sito ufficiale
| Gol | Rigori |  | Giocatore          | Squadra            |
| --- | ------ |  | ------------------ | ------------------ |
| 17  | 1      |  | Mandy Islacker     | 1. FFC Francoforte |
| 14  |        |  | Vivianne Miedema   | Bayern Monaco      |
| 13  |        |  | Svenja Huth        | Turbine Potsdam    |
| 11  | 1      |  | Charline Hartmann  | SGS Essen          |
| 11  |        |  | Amber Hearn        | Jena               |
| 9   |        |  | Sara Däbritz       | Bayern Monaco      |
| 9   |        |  | Dzsenifer Marozsán | 1. FFC Francoforte |
| 8   |        |  | Nina Burger        | Sand               |
| 8   |        |  | Kerstin Garefrekes | 1. FFC Francoforte |
| 8   |        |  | Lea Schüller       | SGS Essen          |